# Ibrahim Hananu
Ibrahim Hananu, także Hanano (ur. 1869, zm. 1935) – syryjski polityk pochodzenia kurdyjskiego, przywódca powstania antyfrancuskiego w 1919, następnie działacz Bloku Narodowego.

## Życiorys
Pochodził z zamożnej rodziny kurdyjskiej. Ukończył studia prawnicze w Konstantynopolu i pracował następnie jako urzędnik osmański w Aleppo. Walczył w powstaniu arabskim, był oficerem w armii Fajsala, syna szarifa Mekki Husajna. W 1918 wszedł do Kongresu Narodowego, który dwa lata później proklamował niepodległość Syrii i powołał na tron Fajsala I.
Gdy stało się jasne, że mocarstwa zachodnie zamierzają zignorować aspiracje Arabów do utworzenia niepodległej Syrii, a terytorium to miało zostać objęte francuskim mandatem, Hananu, w odróżnieniu od większości działaczy Kongresu Narodowego, opowiadał się za zbrojną walką o suwerenność, a nie tylko za podejmowaniem działań dyplomatycznych. W 1919 opuścił Damaszek i zaczął organizować partyzantkę antyfrancuską w regionie Aleppo, Idlibu i Antiochii. Do jego oddziałów wstępowali głównie sunnici z Aleppo i otaczających miasto obszarów wiejskich. Jego siły atakowały garnizony francuskie, niszczyły linie kolejowe i telegraficzne. Początkowo Hananu dowodził jedynie 800 żołnierzami, jednak w ciągu dwóch lat liczba ta wzrosła do pięciu tysięcy. Otrzymywał pomoc wojskową z Turcji, do momentu, gdy Francja stwierdziła, że możliwe jest przekazanie Turcji sandżaku Aleksandretty z Antiochią. Do stłumienia powstania doszło w 1921, gdy francuski Wysoki Komisarz Henri Gouraud skierował do walki z nim 20 tysięcy żołnierzy. Ostatnie walki miały miejsce na terenach wiejskich wokół Idlibu i w górach Dżabal az-Zawija. Powstanie Ibrahima Hananu, obok buntu alawitów, było najpoważniejszym aktem antyfrancuskiego oporu w pierwszych latach po ustanowieniu mandatu.
W lipcu 1921 Hananu zbiegł do Transjordanii, a stamtąd do Palestyny, będącej brytyjskim terytorium mandatowym. W Jerozolimie został aresztowany i wydany Francuzom. Oskarżony o zdradę, stanął przed sądem w marcu 1922. Jego obrońca Fatallah as-Sakkal przedstawił go jako męczennika syryjskiej walki o niepodległość, a sam Hananu stwierdzał, że obecność Francuzów w Syrii była nielegalna. Został uniewinniony, prawdopodobnie dlatego, by wokół jego osoby nie powstał mit męczeństwa za ojczyznę.
W 1928 Hananu współtworzył Blok Narodowy, wszedł do jego stałej rady i został przewodniczącym biura politycznego. Mając w pamięci doświadczenia przegranych powstań z początku dekady, Blok Narodowy opowiadał się za walką o suwerenność poprzez dyplomację. Hananu domagał się od Francuzów bezwarunkowego udzielenia Syrii niepodległości i uważał taką deklarację za warunek podstawowy dla syryjsko-francuskich negocjacji. Zmarł w 1935.